# Satyrus stheno
Satyrus stheno är en fjärilsart som beskrevs av Grum-grshimailo 1887. Satyrus stheno ingår i släktet Satyrus och familjen praktfjärilar. Inga underarter finns listade.